# 维亚邦
维亚邦（法語：Viabon，法語發音：[vjabɔ̃]）是法国厄尔-卢瓦省的一个旧市镇，位于该省东南部，属于沙特尔区。2016年1月1日，维亚邦和相邻的另外3个市镇合并为新市镇博斯地区埃奥勒（Eole-en-Beauce），维亚邦为新市镇行政中心。

## 地理
维亚邦（48°13'0"N, 1°42'9"E）面积36.43 平方千米，位于法国中央-卢瓦尔河谷大区厄尔-卢瓦省，该省份为法国北部内陆省份，北起顺时针与厄尔省、伊夫林省、埃松省、卢瓦雷省、卢瓦-谢尔省、萨尔特省和奧恩省接壤。
与维亚邦接壤的市镇（或旧市镇、城区）包括：科尼河畔丰特奈、热米尼翁维尔、伊蒙维尔、普拉斯维尔、沃夫、凡-拉福利、拜尼奥莱。

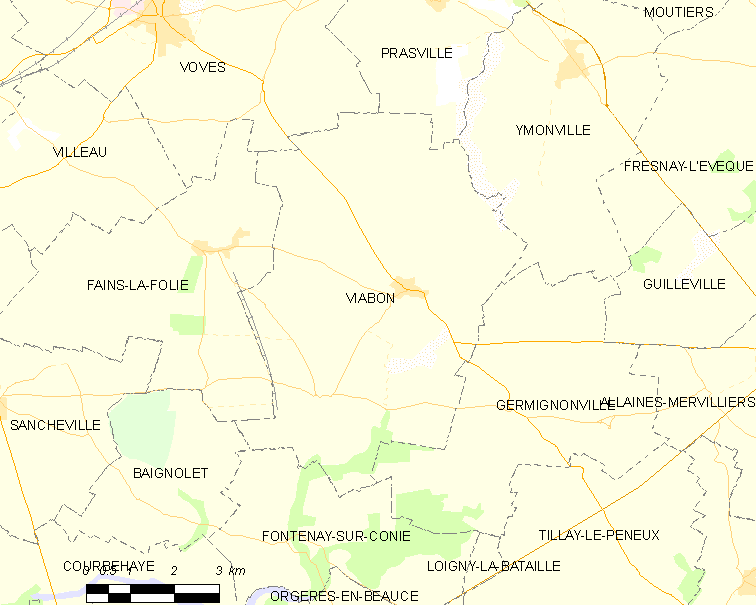
维亚邦的OSM定位图

维亚邦的时区为UTC+01:00、UTC+02:00（夏令时）。

## 行政
维亚邦的邮政编码为28150、28140，INSEE市镇编码为28406。

## 政治
维亚邦所属的省级选区为莱维拉日沃韦安县。

## 人口

1962-2008年间维亚邦人口变化图示

维亚邦于2018年1月1日时的人口数量为379人。